# Rudolf von der Aa
Rudolf von der Aa (* 17. Oktober 1913 in Wiederitzsch; † 13. Juni 1991 in Berlin) war ein deutscher Tierarzt. 

## Leben
Von der Aa studierte Veterinärmedizin und promovierte 1951 an der Universität Leipzig mit der Dissertation Ein Beitrag zur Adsorptionstheorie bei kleinen Haustieren. Nach Assistententätigkeit in der Mikrobiologie wurde er 1955 zum Haupttierarzt und kommissarischen Leiter der Abteilung Veterinärwesen des Ministeriums für Land- und Forstwirtschaft der DDR ernannt. 1956 wurde er Oberassistent am Institut für Tierhygiene der Humboldt-Universität zu Berlin. Ab 1957 war er ordentlicher Professor und Direktor des Instituts für Veterinärhygiene an der Humboldt-Universität zu Berlin.
Am 14. August 1961 erschien in der SED-Parteizeitung Neues Deutschland auf Seite 1 ein Artikel von Rudolf von der Aa, in dem er die Schließung der Grenze zu Westberlin am Tag zuvor als „richtig und notwendig“ bezeichnete.
In der Amtsperiode 1967/1968 war Rudolf von der Aa Dekan der Veterinärmedizinischen Fakultät der Humboldt-Universität zu Berlin.
1960 erhielt er die Auszeichnung Verdienter Tierarzt der Deutschen Demokratischen Republik. Außerdem wurde er mit dem Vaterländischen Verdienstorden der DDR in Bronze (1973) und der Hufeland-Medaille in Gold ausgezeichnet. 1981 verlieh ihm die Veterinärmedizinische Fakultät der Universität Leipzig ein Ehrendoktorat.

## Werke
- Ein Beitrag zur Adsorptionstheorie bei kleinen Haustieren, Leipzig 1951, DNB 480882517 (Dissertation Uni Leipzig, Veterinär-Medizinische Fakultät, 24. Oktober 1951, 48 Seiten).
- Hygiene auf dem Lande, 1961
- Bakterien-Systematik, mit David H. Bergey, 1963
- Rinderkrankheiten, mit Ekkehard Wiesner, 1965
- Probleme der Tierhygiene in Rindergrossbeständen, 1969
- Veterinärhygienische Arbeitsmethoden, mit Heinz Bähr, 1969
- Abfallprodukte aus der Tierproduktion und ihre Bedeutung für den Umweltschutz, 1973